# Bakkens Hvile
Bakkens Hvile er den sidste overlevende sangerindepavillon på Dyrehavsbakken åbnet 1877 af Johannes L. Andersen også kaldet "Jøde Andersen" (1830-1924). I 1936 købte Hugo Stefansen Bakkens Hvile af Brødrene Stefansen. Den blev herefter moderniseret. I 1977 trådte Hugo Stefansen datter og svigersøn Lilian og Jørn Matzen til og reddede den fra nedrivning.
Bakkens Hvile er den ældste forretning på Dyrehavsbakken og den eneste syngepigepavillon tilbage i verden. Bakkens Hvile bestyres i dag af Dot Wessman, som også selv svinger skørterne på scenen som bakkesangerinde. 
På Bakkens Hvile underholder Bakkesangerinderne med romantiske, tidsaktuelle og pikante viser som Smedens vise og Gå med i lunden. På Bakkens Hvile blev Køb blomster, køb blomster sunget første gang i 1927, og den har stået på repertoiret hver eneste sæson. Kendte bakkesangerinder som Inger-Lise Gaarde og Cleo har været med til at holde traditionen i hævd.
Bakkesangerinder, eller Syngepigerne på Bakken som de også kaldes, fik LO's kulturpris 1995,

## Bakkesangerinder 2017
- Lone Jensen
- Tina Grunwald
- Sara Gadborg
- Hanna Henriksen
- Dot Wessman